# 梓ヒカリ
梓 ヒカリ（あずさ ヒカリ、1999年11月30日 - ）は、日本のAV女優。ボディコーポレーション所属。

## 略歴
2020年3月、アイデアポケット専属女優としてデビュー。デビュー時点では生年月日は非公開であったが、デビュー作時点では20歳。
トレードマークはFカップのバストと美白の肌。『サンケイスポーツ』記者は、「激敏感さとモジャモジャッとしたマン毛が印象に残る女優」と記述している。同紙記事では、デビュー4作目での堂に入ったソーププレイが「見る人を幸福と快楽の絶頂へ導いてくれる」と高く評価された。
なお、ミス東スポ2019候補であったグラビアアイドルの梓ひかりは、同姓同名の別人である。
2023年8月10日、駅で痴漢に遭い、取り押さえたことをSNSで公表。「欲求不満なら黙って家でAV見続けるか金払ってサービスしてもらえよ」とツイートし話題となった。
2023年12月11日週FANZA動画フロアランキングにて、2021年発売の『めちゃくちゃ柔らかい おっぱいナースの最高に気持ちいいむにゅむにゅパイズリ 梓ヒカリ』が10位に再浮上しランクイン。
2024年3月11日週FANZA通販フロアランキングにおいて『生ハメ！膣内射精！！ 中出し解禁 梓ヒカリ』が初登場6位を記録。

## 人物
アニメ、アイドル、キャラクターグッズ好きで推し活をしている。コミュニケーションを活発に取るタイプであることから、同じ女優の石川澪は光属性のオタクと表現している。

## 作品

### アダルトビデオ
- 新人 AVデビュー FIRST IMPRESSION 139 甘えたがり元気娘 ―綺麗なFカップ美巨乳少女― 梓ヒカリ（3月13日、アイデアポケット）[11]
- イクイク連発！！-綺麗なFカップ美巨乳少女の快感絶頂4セックス- 専属第2弾 美乳ボディ昇天！たっぷり見せます！220分SPECIAL！！ 梓ヒカリ（4月13日、アイデアポケット）
- -美乳ボディ快感覚醒のイキすぎ大痙攣セックス- 【専属第3弾】限界ぶっちぎり超絶頂！！ 梓ヒカリ（5月13日、アイデアポケット）
- 「本指名なら何発でもイイよ」 無制限射精させてくれる神対応ソープ嬢 美巨乳Fカップ連続12発の大興奮射精！！ 梓ヒカリ（6月13日、アイデアポケット）
- 美巨乳美少女と交わすヨダレだらだらツバだくだく濃厚な接吻とセックス 梓ヒカリ（8月13日、アイデアポケット）
- もうセックスなしでは生きていけない… 絶頂イキ173回 マ○コ痙攣2696回 鬼ピストン3087回 快感潮測定不能 絶頂覚醒ノーカットver 梓ヒカリ（9月13日、アイデアポケット）
- 出張先相部屋NTR 絶倫の上司に一晩中何度もイカされ続けた巨乳女子社員 梓ヒカリ（10月13日、アイデアポケット）
- 制服美少女と中年変態マッサージ師 乙女の理性をジワジワ狂わせる昏●性感オイル施術 梓ヒカリ（11月13日、アイデアポケット）
- 指名No.1圧倒的美乳！ 無意識におっぱい密着巨乳メンズエステ  梓ヒカリ（12月13日、アイデアポケット）

- 巨乳全開で猛アピールしてくる僕の彼女の天真爛漫お姉さん 梓ヒカリ（1月13日、アイデアポケット）
- 「終電ないならウチおいで」僕の恋人が家で待ってるのに、終電逃し同僚女子社員の家に泊まる流れに…ノーパンノーブラ 部屋着に興奮した絶倫のボクは一晩中ヤりまくった。。。梓ヒカリ （2月13日、アイデアポケット）[12]
- 死ぬほど気持ち悪い上司のデカチンに何度もイカされる屈辱レ×プ 変態上司にザーメンマーキングされた 梓ヒカリ（3月13日、アイデアポケット）
- 20日間禁欲×利尿媚薬大量投与 極限焦らしで性欲を最大限まで引き出したのち…畳み掛けるようなピストン！ピストン！激ピストン！ 梓ヒカリ（4月13日、アイデアポケット）
- 「なんか擦れるな…挿れちゃう？」 噂の連続射精（本番）させちゃうFカップおっパブ痴嬢。 ヒソヒソ密着囁き（5月13日、アイデアポケット）
- もう1発射精（だ）せるよねぇ？ 梓ヒカリ×痴女覚醒×絶対連射（6月13日、アイデアポケット）
- 初若妻 夫不在の週末2日間、夫の上司の絶倫ち○ぽに溺れた巨乳若妻 朝から晩まで欲棒10回性交（7月13日、アイデアポケット）
- 究極のフェラチオマニアックス キレイなお姉さんの濃厚ネバスペフェラチオ口内射精SPECIAL（8月13日、アイデアポケット）
- 禁欲の果て、汗と絶頂汁まみれで交わりまくった3日間（9月14日、アイデアポケット）
- めちゃくちゃ柔らかい おっぱいナースの最高に気持ちいいむにゅむにゅパイズリ（10月12日、アイデアポケット）
- 梓ヒカリの本気フェラ5分我慢できればソーププレイで完全ご奉仕します！in 渋谷（11月9日、アイデアポケット）
- ▲We are ideapocket！アイポケキャンペーンSpecial DVD！（2021年11月11日、アイデアポケット）※15名撮りおろしオムニバス
- 死ぬほど大嫌いな上司と出張先の温泉旅館でまさかの相部屋に… 醜い絶倫おやじに何度も何度もイカされてしまった私。（12月15日、アイデアポケット）

- 大好きな婚約者の兄は、昔私を犯し続けた粘着ストーカーだった（1月11日、アイデアポケット）
- 絶頂132回！大痙攣120回！潮吹き7600cc！エロス極限突破トランス絶頂FUCK（2月8日、アイデアポケット）
- 秒でキス秒でフェラ即ハメ ”完絶”するまでリピート性交…　誘う女。（3月8日、アイデアポケット）
- 立場逆転 ボクを軽蔑してるムカつく姉貴を絶対服従おっぱいメイドにしてやった！（4月12日、アイデアポケット）
- おっぱい丸出し逆バニー的10コスシチュエーション ボリュームMAX ヒカリン尽くし 10エロ10変化！！（5月10日、アイデアポケット）
- 可愛い後輩巨乳OLをホテルへお持ち帰りしたら…度を越えた≪絶倫女≫で返り討ちにあった。（6月14日、アイデアポケット）
- イッてもイッても終わらない無限ピストン地獄 監禁され媚薬を飲まされ変態下着を着せられて理性を失うほどイカされ続けた巨乳地味ＯＬ（7月12日、アイデアポケット）
- ぷるんぷるん めちゃヤワGカップおっぱいが常に密着奉仕してくれる究極ソープ（8月9日、アイデアポケット）
- バイト場の口うるさくて大嫌いな先輩オタク女子を脱がしたら… ぷるんぷるん巨乳おっぱいボディで、僕は理性をなくし雪崩れ込むようにむしゃぶり突いた…（9月13日、アイデアポケット）
- 僕のいとこはグラビアアイドル ぷりんぷりんオッパイを暴走もみもみ激ピストン！（12月13日、アイデアポケット）

- セックス大好き巨乳お姉さんに郊外ラブホで朝を迎えるまで痴女られ続けたボク 梓ヒカリ 痴女ドキュメント！24時間ヤラれっ放しお泊りデート！（1月10日、アイデアポケット）
- 古本屋のお姉さんと 梓ヒカリ初漫画原作コラボ作品（2月14日、アイデアポケット）
- スク水マニア ザーメンマーキング イカれた変質担任の狂気的なスク水愛に汚され犯●れた女子○生 梓ヒカリ（3月14日、アイデアポケット）
- 身代わり肉便器 射精しても射精しても終わらない絶倫極道オヤジとの10日間監禁生活 梓ヒカリ（4月11日、アイデアポケット）
- 出張先が記録的豪雨で童貞部下と突然相部屋に… 雨で濡れた身体に興奮した部下に襲われ朝まで10発のびしょ濡れ絶倫性交 梓ヒカリ（5月10日、アイデアポケット）
- 即勃たせてくれるアゲまん 呼べば即舐め 絶倫フェラチオが～るふれんど。 梓ヒカリ（6月13日、アイデアポケット）
- 美人家庭教師ヒカリ先生の接吻レクチャー個人レッスン 梓ヒカリ（7月11日、アイデアポケット）
- おっぱい絶頂覚醒 揺らせば揺らすほど感度爆上がる淫乱おっぱいFUCK 梓ヒカリ（8月8日、アイデアポケット）
- バイト先のセクシー美女が大嫌いな店長の指示で際どいミニスカを穿かされセクハラ挿入快楽堕ちしていた。 嫉妬勃起　性悪の職権乱用姦 梓ヒカリ（9月12日、アイデアポケット）
- 悪徳施術師の媚薬おっぱい性感マッサージでおもらしアクメ漬けにされたワタシ 梓ヒカリ（10月10日、アイデアポケット）
- 隣に住む露出巨乳コスプレイヤーにパリピSEXで弄ばれ続けたハロウィンNIGHT（11月14日、アイデアポケット）
- ドスケベえちえちお姉さんに誘惑され パイズリ挟射させられたい。（12月12日、アイデアポケット）

- 甘痴女巨乳お姉さんにホテルの密室で24時間痴女られ絞りヌカれたい。 驚愕の14発抜き！？（1月9日、アイデアポケット）
- めちゃくちゃ柔らかいおっぱいエステの最高に気持ちいいむにゅむにゅパイズリ（2月13日、アイデアポケット）
- アイポケ×マドンナ　マドンナ20周年記念５か月連続!!奇跡のコラボ第５弾!! 「お前の奥さんに恋人のフリをして欲しいんだ…。」 親友に懇願されて最愛の妻を貸し出した僕の最悪な結末…。（3月26日、マドンナ）
- 生ハメ！膣内射精！！ 中出し解禁 梓ヒカリ（4月9日、アイデアポケット）
- 向かいの部屋のめちゃシコ巨乳グラビアアイドル ぷりんぷりんのオッパイとモロ見え水着で見せつけ誘惑！スケベ過ぎる腰使いに何度も中出ししちゃったボク 梓ヒカリ（5月14日、アイデアポケット）
- 目の前でぷるるん！密着むにゅむにゅ！めちゃカワ巨乳ソープ嬢ヒカリが生マ〇コでご奉仕！射精無制限！中出し放題ソープ（6月11日、アイデアポケット）
- VIP個室の上級国民に粗相がないように中出し10発サービス（7月9日、アイデアポケット）
- ザーメンボロ屋敷 クズ彼氏のせいでムショ上がりの禁欲絶倫おやじ達に監禁され犯され輪姦されて溜まりに溜まった1年分の濃厚ザーメンを一滴残らず中出しされてしまった（8月13日、アイデアポケット）
- スク水マニアの孕ませ凌辱記 スク水着たままボクの子供を孕ませるのが夢なんだ（10月8日、アイデアポケット）
- ≪抜群の相性≫媚薬でぶっ飛びイキ。 新婚旦那が不在の3日間…同窓会で元カレ再会…中出し連発キメセクNTR（11月12日、アイデアポケット）
- 結集!パイズリ男優オーディション開催 「梓ヒカリ」のパイズリ耐えれたチ●ポ＆絶倫挟射できたチ●ポに生中出しSEX（12月10日、アイデアポケット）

- 母親の再婚相手のオジサンに毎日レイプされています。（2月4日、アタッカーズ）
- 親友の彼女と酔った勢いで関係を持ったその日から、親友に内緒で何度もセックスした大学4年の夏。（3月4日、アタッカーズ）
- ボーイッシュな隠れ巨乳の女友達を異性として意識してしまった僕。（4月1日、アタッカーズ）[13]
- ブライダル媚薬カップルエステNTR（5月7日、アタッカーズ）
- おっぱいが大き過ぎる新任教師の梓先生をみんなで犯した三日間。（6月3日、アタッカーズ）
- 私を舐め犯す義父の接吻（7月1日、アタッカーズ）
- 視聴料徴収に来た若妻さんの胸がエロ過ぎたので「支払うからヤラせてよ」と迫ったらまさかのＯＫだった件。（8月5日、アタッカーズ）

### VR作品
- 「好きだよ」 アナタを大好きツンデレ彼女 愛情たっぷりエッチ 綺麗なFカップ美巨乳娘 初VR 梓ヒカリ（12月31日、アイデアポケット）

- 天井！地面！W特化アングルで天然やわらかFカップを味わい尽くす！究極のおっぱい密着リフレVR 2SEX！長尺109分！5射精！ 梓ヒカリ（6月20日、アイデアポケット）
- 【HQ超高画質！】 「私はぼっちゃん専用お〇ンコですよ…」ボクの言う事なんでも聞くいいなり従順おっぱいメイド 天然Gカップ巨乳に包み込まれて大量4射精VR！ 梓ヒカリ（8月12日、アイデアポケット）

- 【業界初8K】史上最高画質！ おっぱいぷるるん美巨乳Gカップソープ嬢（5月31日、アイデアポケット）
- 【8KVR】 唇を感じる濃密ベロチュー接吻SEXVR 糸引く唾液までくっきり鮮明！超絶クリアKISSセックス映像！！（6月14日、アイデアポケット）
- 8K VR 超没入メロメロ体感。 モチベUP！！アゲまん巨乳カテキョの超Hな個人授業Sex 梓ヒカリ（9月29日、アイデアポケット）

- 8KVR 目の前でぷるるん！密着むにゅむにゅ！超人気！巨乳グラビアアイドルとオッパイ三昧のイチャラブ同棲生活（2月23日、アイデアポケット）
- 【初中出しVR】 いちゃいちゃいっぱい恋愛ソープランド！ キスたっぷりプルプル唇とぷるんぷるんおっぱいであなたの心癒してあげる生ハメ膣中射精ソープ嬢！！（6月28日、アイデアポケット）
- M男専用大人保育園（9月13日、アイデアポケット）

### アダルト配信
- 配信限定：ナチュポケ REC：梓ヒカリ ハメ撮り IP女優のありのまま解禁（2023年9月29日、アイデアポケット）
- 素人めえめえ プラチナ ひかり（2025年4月21日、素人めえめえ プラチナ）

### 写真集
- 『キミノヒカリ』（2021年10月25日、ジーウォーク、撮影：井出眞諭） ISBN 978-4867172407

### デジタル写真集
2021年
- Clarity デジタル写真集 梓ヒカリ（2月28日、ファインピクチャーズ、撮影：SHOOTING STAR）
- ALBUM デジタル写真集 梓ヒカリ（7月22日、ファインピクチャーズ、撮影：SHOOTING STAR）
- We are IdeaPocket! Special Photo Book（11月11日、FANZA BEAUTY COLLECTION）※『アイデアポケット』専属女優15名の撮り下ろし写真を収録。

2022年
- ＃Escape 梓ヒカリ（1月28日、ジーオーティー、撮影：manimanium）[14]
- れいむ 梓ヒカリ vol.01～vol.08（3月18日、ジーウォーク、撮影：井出眞諭）
- ＃バケショ（7月28日配信、FANZA BEAUTY COLLECTION）- 共演：河北彩花、石川澪、八木奈々、小倉七海

2023年
- We are IdeaPocket! Special Photo Book 2023（2月24日、FANZA BEAUTY COLLECTION）※『アイデアポケット』専属女優13名の撮り下ろし写真を収録。

2024年
- 梓ヒカリ ボクだけの光 FRIDAYデジタル写真集（2月23日、講談社、撮影：篠原潔）[15]

### トレーディングカード
- AVC ジューシーハニーコレクションカード PLUS#20（	2023年10月28日、ハバロッサ）